# Heinz-Hellmuth von Wühlisch
Heinz-Hellmuth von Wühlisch (* 30. September 1892 in Oppeln; † 20. September 1947 in Ellecom) war ein deutscher Generalleutnant der Luftwaffe im Zweiten Weltkrieg und verurteilter Kriegsverbrecher.

## Leben
Heinz-Hellmuth von Wühlisch trat am 2. März 1913 in das kaiserliche Heer ein und wurde am 18. August 1913 zum Leutnant ernannt. Im Ersten Weltkrieg diente er erst in der Infanterie und später in der Fliegertruppe.
Nach Ende des Krieges blieb er, in der neu gegründeten Reichswehr, als Oberleutnant im Reiterregiment 5 der 1. Kavallerie-Division. Am 1. Februar 1924 wurde er zum Rittmeister befördert, ab 1. Oktober 1925 war er Referent im Reichswehrministerium in der Heeres–Statistischen Abteilung (T 3). Diese war die getarnte Organisation „Fremde Heere“ unter der Leitung von Oberst Curt Liebmann (1881–1960).
Seit 1. Oktober 1933 war er Major, wechselte in diesem Rang am 16. April 1934 zur Luftwaffe und wurde Generalstabs-Offizier im Stab des Höheren-Flieger-Kommandeurs II und der 1. Flieger-Division. Nachdem er am 1. September 1935 Oberstleutnant wurde, übernahm er am 1. März 1936 die I. Gruppe des Kampfgeschwaders 152 (das spätere Kampfgeschwader 1 „Hindenburg“) als Gruppenkommandeur. Zum 20. November 1936 wechselte er in den Stab des Luftkreis-Kommandos V. Ab 1. März 1937 wurde er Chef des Stabes des Luftkreis-Kommandos VII und wurde am 1. Oktober 1937 zum Oberst befördert. Am 1. Juli 1938 wurde er Chef des Generalstabes der Luftflotte 2, am 25. August 1939 Kommandeur der Luftkriegsschule 2 in Berlin-Gatow. Am 1. April 1940 wurde er Generalmajor und übernahm am 21. Juni 1940 das Kampfgeschwader 77 als Geschwaderkommodore. Am 15. Januar 1941 wurde er Chef des Stabes der Luftflotte 1, die ab 22. Juni 1941 im Krieg gegen die Sowjetunion im Nordabschnitt der Front eingesetzt wurde. Nachdem er am 1. April 1942 zum Generalleutnant befördert wurde, wechselte er als Kommandeur in der Deutschen Waffenstillstandskommission nach Casablanca in Marokko. Zum 1. Dezember 1942 wurde er in den Niederlanden als Chef des Generalstabes des Militär-Befehlshabers eingesetzt. In dieser Funktion war er beteiligt an einem Kriegsverbrechen am 2. Oktober 1944, das als Fall Putten bekannt wurde. Am 23. Oktober 1944 erhielt er das Deutsche Kreuz in Gold, bevor er 1945 letztmals seine Posten wechselte und im Stab des Luftgau-Kommandos XI in Hamburg diente. Er geriet am 8. Mai 1945, nach der bedingungslosen Kapitulation der Wehrmacht, in niederländische Gefangenschaft. Zusammen mit Fritz Fullriede und Friedrich Christiansen wurde er wegen Kriegsverbrechens verurteilt und starb am 20. September 1947 im niederländischen Gewahrsam durch Suizid.